# Гордєєв Семен Мойсейович
Семен Гордєєв, справжні ім'я та прізвище — Самуїл Мойсейович Гордєєв-Гольдфайн (12 липня 1902 , Макарів, Київська губернія  — 26 лютого 1990 , Київ )) — український радянський російськомовний поет, перекладач і журналіст єврейського походження.

## Біографія
Народився 12 липня 1902 року в Макарові Київської губернії. Потім переїхав разом з батьками на робочу околицю Києва — Передмостову слобідку. «Предмістна» — тому що у Ланцюгового мосту . На його місці зараз Міст Метро, а слобідка — Гідропарк .
З 1917 року працював в книжковому магазині і одночасно навчався у вечірній школі, після чого служив в армії, в Одесі зв'язківцем, а потім працював молотобійцем в кузні, фрезерувальником в механічному цеху на київському заводі «Арсенал». Був робкором, членом літоб'єднання «Вагранка», писав нариси і вірші в багатотиражку, в київські газети і журнали.
З 1930 року працював в редакції газети «Киевский пролетарий». Навчався в Українському інституті книгознавства. В одному з літературних гуртків познайомився і закохався з першого погляду в молоду вчительку Ф. Стояновську. У 1931 році вони одружилися.
Після роботи газетярем був професійним літератором і в 1935 році став членом Спілки письменників СРСР. Жив із сім'єю в київському Будинку письменників Роліт .
12 липня 1941 року Семен Гордєєв (в цей день йому виповнилося 39 років) з групою письменників добровільно пішов на війну. Його відправили на Південний фронт в армійську газету. Військовий кореспондент майор Гордєєв пройшов з військами Україну, Кубань, Північний Кавказ, знову Україну, Польщу і закінчив війну в Чехословаччині. Поет Леонід Вишеславський писав: «Коли я згадую грізні роки Великої Вітчизняної війни, я бачу мого фронтового друга Семена Гордєєва поруч з собою на попутних машинах, в бліндажах на передньому краї, де на наші записні книжки сипався пісок з рублених накатів, що здригаються від вибухів. Бачу Семена Гордєєва в армійській шинелі на зав'юженних дорогах Донбасу, де вітер свище з такою силою, що заглушає свист пролітаючої над головою міни. і я згадую, як в ті дні і ночі нам було дорого все те, про що пише Семен Гордєєв…» С. Гордєєв воював на 5 фронтах, в тому числі в «дивізіонці», газеті стрілецької дивізії, а це значить — на передньому краї. Писав вірші, читав їх в окопах солдатам. Там же знаходив героїв і сюжети. В одному з фронтових блокнотів серед сторінок з віршами записав наслідки артнальоту в Карпатах: загинули або були покалічені прямим попаданням снаряда всі, хто знаходився поруч, самого Семена важко контузило. У госпіталі відмовився від встановленої інвалідності і знову повернувся в свою «дивізіонку» . Частина листів Гордєєва з фронту була передана в київський Музей Великої Вітчизняної війни .
Коли після війни почалася боротьба з космополітизмом та справа лікарів Гордєєва через єврейське походження перестали видавати, він пішов «в народ», до робітників, до селян: їздив по Україні, писав вірші. Одного разу, зупинившись на нічліг в хаті у Вінницькій області, Гордєєв зауважив в саморобному альбомі серед записаних дитячим почерком українських і російських народних пісень складений трикутником клаптик газети. Це був його вірш «Клен», написаний в Донбасі в 1942 році. Солдат два роки зберігав його і надіслав доньці після звільнення села. Семен Гордєєв виступав за дострокове звільнення репресованого письменника — правозахисника Миколи Руденка, за відновлення церков, які є історичною та культурною спадщиною. Останню (як виявилося) книгу віршів Гордєєв назвав «Спрямованість». Вона закінчувалася віршем «Свічки пам'яті»: Потримати книгу в руках Гордєєва вже не довелося. Він помер 26 лютого 1990 і був похований на Лісовому кладовищі .

## Творчість
У 1920 році вперше надрукував вірш «Пісня пролетарська» в газеті «Красная Армия». Потім друкувався в київських газетах і журналах.
У 1928 році надрукував сім віршів у колективному збірнику «Лірика боїв». У 1932 році вийшла перша поетична книга «Вірші». У ранній поезії Гордєєва звучать характерні для тих років революційна романтика, віра, ентузіазм. У довоєнних книгах крім «ударних» віршів була лірика, вірші про Київ, Україну, Грузію, переклади на російську Тараса Шевченкао («Катерина», «На вічну пам'ять Котляревському» та ін.), переклади віршів Івана Франка і Лесі Українки. У 1938 році вперше на російський перевів «Гімн» Івана Франка.
У 1939 році у співавторстві із Рафаїлом Скоморовським опублікував книгу нарисів «Сосни шумлять». До початку війни вийшли п'ять поетичних книг. . .
Під час війни в поезії Семена Гордєєва звучать теми патріотизму, любові, ненависті, розлуки, страждань, вірності.
У роки війни Союз письменників України видав в серії «Фронт і тил» дві книги фронтових віршів Гордєєва: «Помста» і «Україна».
У 1946 році в Києві вийшла книга військових віршів «Доля». Про вірші Гордєєва «Відвертість», що не були пропущені видавництвом, розповів Лев Озеров в книзі «Біографія віршів»: "Воно було написано в бліндажі, при каганці. У фронтовому блокноті під ним стоїть дата: 27 июня 1944 року. З книги «Доля» його виключили, незважаючи на заперечення редактора Миколи Ушакова. Не увійшло воно і в три наступні книги. Поет готовий був замкнути його в довгий ящик, як раптом він отримав внутрішню рецензію (з «Советского писателя»), підписану іменем Іллі Сельвінського Надруковано вірш «Відвертість» було лише в 1967 році в книзі "Світлі межі ", сьомій після війни.
Багато перекладав на російську українських, єврейських та ін. поетів (Тарас Шевченко, Іван Франко, Леся Українка, Борис Грінченко, Павло Тичина, Максим Рильський, Андрій Малишко, Леонід Первомайський, Микола Терещенко, Наум Тихий, Ярослав Шпорта, Володимир Вільний, Володимир Підпалий, Ізі Харик, Матвій Гарцман, Ріва Балясна і ін). Друкувався в періодиці. і, особливо, в журналі «Радуга», з яким дружив багато років. У
Багато творів автора присвячено своїй батьківщині, людям, рідної природи — у багатьох віршах Семена Гордєєва це одна з основних його тем. Поет Леонід Вишеславський писав: «Тема Києва, казкового міста на Дніпрі, дивно гармонійно поєднувалася в віршах Гордєєва з темою робочих буднів і роздумів про майбутнє. Кращі вірші С. Гордєєва насичені живим почуттям часу. У них свіжо поєднується нове і традиційне. Поет володіє секретом робити вірші живими, життєвими. і кожен раз досягає цього там, де говорить про своє, кровне, пережите».
З роками лірична тема зміцніла, з'явилося більше віршів з тривогою про природу, про погіршення екологічної ситуації, вмираючі річки, ностальгічні ряди. Поет Ріталь Заславський до 100-річчя від дня народження Гордєєва писав: «Для будь-якого письменника, що ступив на професійну стезю, дуже важливо, як складеться його „імідж“ в свідомості не стільки читачів, скільки колег. А ось в цьому Семену Гордєєву, так мені здається, не пощастило. До нього ставилися цілком по-доброму, але якось поблажливо, (…) головне в ньому: живий ліризм, чистота душевного існування, ясність поетичного мислення, його здатність до самовираження залишилася непоміченою (…) А, між тим, саме це виявлялося не раз і досить сильно (…) У книзі лірики Гордєєва „А листя злітають, а листя летять“ (…) немає нових віршів. Але усунуто всі випадкове, риторичне … І перед нами виникає поет з точними епітетами, яскравою метафоричністю, зовсім ні на кого не схожий».
Після смерті вірші Семена Гордєєва увійшли в поетичні збірки: " … не заросте народна стежка … Пушкінський альбом ", « 100 російських поетів про Київ», «Поетичний атлас Києва» та ін.

## Вибрані твори
- Вірші. Київ, 1932;
- Почуття Батьківщини. Київ, 1936;
- Гаряче дихання. К., 1937;
- Клятва. Київ, 1938;
- Лірика. Київ, 1940;
- Помста. (Серія «Фронт і тил») Уфа, 1942;
- Україна. (Серія «Фронт і тил») Уфа, 1944;
- Доля. Київ, 1946;
- Гімн праці. Київ, 1947;
- На Україні милій. Київ, 1950;
- Приазов'я. Київ, 1955;
- Серцем зігріте. Книга лірики. Москва, 1958;
- Зустріч з юністю. Книга лірики. Київ, 1963;
- Світлі межі. Київ, 1967;
- Лірика. Київ, 1969;
- Золоті ворота. Вірші. Київ, 1971;
- Незамерзаюча течія. Лірика. Москва, 1973;
- Ліричний літопис. Вибране. Київ, 1977;
- Високий рік. Вірші. Київ, 1979;
- Вибране. Вірші. Київ, 1982;
- Теплий дотик. Ліріка.1985;
- Голос часу. Вірші. Київ, 1987;
- Спрямованість. Вірші. Київ, 1991;
- А листя злітають, а листя летять. Вибране сьогодні. Київ, 2002.

## Нагороди
- орден Вітчизняної війни 2-го ступеня,
- орден Червоної Зірки ,
- медалі